# Sōkō Kihei Votoms
Sōkō Kihei Votoms (jap. 装甲騎兵ボトムズ Sōkō Kihei Botomuzu), znany też pod tytułem Armored Trooper Votoms – japoński serial anime wyprodukowany przez studio Sunrise w 1983 roku i stworzony przez Ryōsuke Takahashiego. Emitowany był na kanale TV Tokyo od 1 kwietnia 1983 do 23 marca 1984 i liczył 52 odcinki. Wyprodukowano również kilka odcinków OVA, jak również na podstawie serialu powstała czterotomowa manga.

## Fabuła
W zamieszkałej przez ludzi galaktyce miała miejsce wojna pomiędzy narodami Gilgamesh i Balarant. Po stuleciu zmagań doszło ostatecznie do zawieszenia broni. Głównym orężem konfliktu były masowo produkowane roboty o kryptonimie Votoms, z których najpowszechniejszym jest, charakterystyczny dla serii, robot ATM-09-ST Scopedog.
Akcja koncentruje się na Chirico Cuviem, elitarnym żołnierzu Gilgamesh, znanym z wysokich umiejętności przetrwania i traktowanym przez przełożonych jako żywa maszyna do zabijania. Chirico zostaje nagle oddelegowany do oddziału prowadzącego podejrzaną misję, która okazuje się być skierowana przeciwko własnej stronie. W trakcie misji chłopak odkrywa leżącą na statku dziewczynę, która okazuje się być stworzoną przez Gilgamesz superbronią. Po tym fakcie jego towarzysze zostawiają go na pastwę losu, jednak zostaje on odnaleziony i poddany torturom. Chirico ucieka i od tej pory jest ścigany zarówno przez armię, jak i przestępców stojących za całą sytuacją. Jego celem staje się odnalezienie dziewczyny, rozwiązanie zagadki i przetrwanie.
Seria podzielona jest na cztery rozdziały toczące się na czterech planetach: Ud, Cumen, Sansa i Quent.

## Obsada głosowa
- Chirico Cuvie: Hozumi Gōda
- Fyana: Kazuko Yanaga
- Bouleuse Gotho: Kōsei Tomita
- Vanilla Vartla: Shigeru Chiba
- Coconna: Yōko Kawanami
- Jean-Paul Rochina: Banjō Ginga
- Gimual Iskui: Yūsaku Yara
- Ru Shako: Issei Masamune
- Serge Borough: Ken’ichi Ogata
- Gurran Schmittel: Issei Futamata
- Aaron Schmittel: Akio Nojima

## Nazwa
Nazwa Votoms jest skrótem od angielskiego Vertical One-man Tank for Offense & Maneuvers ("Pionowy Jednoosobowy Czołg Ofensywno-Manewrowy"). Nazwa ta jest bardzo podobna do angielskiego słowa bottom oznaczającego dół lub dno - ma to związek z traktowaniem Votomsów oraz ich pilotów jako mięso armatnie z uwagi na niską odporność maszyny.